# Pelophylax tenggerensis
Pelophylax tenggerensis là một loài ếch trong họ Ranidae. Nó là loài đặc hữu của Trung Quốc.
Các môi trường sống tự nhiên của chúng là vùng đồng cỏ ôn đới, sông, đầm nước ngọt, đầm nước ngọt có nước theo mùa, suối nước ngọt, và đất canh tác. Loài này đang bị đe dọa do mất môi trường sống.